# Werner Olk
Werner Olk (* 18. Januar 1938 in Osterode in Ostpreußen) ist ein ehemaliger deutscher Fußballspieler und -trainer. Beim FC Bayern München war er bis zu seinem Abschied 1970 Spielführer der Mannschaft, die 1965 in die Bundesliga aufstieg und dreimal den DFB-Pokal und 1967 den Europapokal der Pokalsieger gewann. Zudem wurde der einmalige Nationalspieler mit den Bayern 1969 Deutscher Meister und 1970 Vizemeister. Als Trainer gelang ihm in den 1980er Jahren mit dem SV Darmstadt 98 und dem Karlsruher SC der Aufstieg in die Bundesliga. Mit dem al Zamalek SC aus Kairo gewann er 1996 den Afrikapokal der Landesmeister.

## Sportliche Laufbahn

### Vereinskarriere
Fußball spielte Olk vom 10. bis 14. Lebensjahr in der VSG Letter 05, einem Stadtteilverein aus Seelze, und vom 14. bis 18. Lebensjahr für den TuS Seelze, wo er auch in die DFB-Jugendnationalmannschaft berufen wurde und am UEFA-Juniorenturnier 1956 teilnahm. Dem Jugendalter entwachsen, spielte er von 1956 bis 1960 in der Fußballabteilung des SV Arminia Hannover, für die er ab 1957/58 drei Spielzeiten in der Amateuroberliga Niedersachsen bestritt.
Zur Saison 1960/61 verpflichtete ihn der FC Bayern München, für den er am 14. August 1960 (1. Spieltag) beim 3:1-Sieg im Heimspiel gegen die TSG Ulm 1846 in der Oberliga Süd debütierte. Sein erstes von zwei Toren erzielte er am 4. September 1960 (4. Spieltag) bei der 2:3-Niederlage im Auswärtsspiel gegen den FSV Frankfurt mit dem Treffer zum 1:0 in der fünften Minute.
Nach drei Spielzeiten in der Oberliga Süd (76 Spiele) und zwei weiteren in der Regionalliga Süd (46 Spiele) stieg er zur Saison 1965/66 mit den Münchnern in die Bundesliga auf. In dieser Spielklasse gab er sein Debüt am 14. August 1965 (1. Spieltag) im Lokal-Derby gegen den TSV 1860 München, das mit 0:1 verlorenging. Sein erstes von zwei Bundesligatoren erzielte er am 17. September 1966 (5. Spieltag) beim 4:3-Sieg im Heimspiel gegen Borussia Mönchengladbach mit dem Treffer zum 1:0 in der 15. Minute.
Mit Bayern München wurde Olk 1967 Europapokalsieger und erhielt dafür mit der gesamten Mannschaft am 3. Dezember 1967 das Silberne Lorbeerblatt.
Olk, der von dem Münchner Manager Robert Schwan wegen seiner akrobatischen Flugeinlagen als „Adler von Giesing“ bezeichnet wurde, war der erste Bundesliga-Mannschaftskapitän des Vereins. Das Amt bekleidete er bis zum 3. Mai 1970 (34. Spieltag) beim 2:2-Unentschieden im Auswärtsspiel gegen den FC Schalke 04, seinem letzten von 144 Bundesligaspielen.
Vom 1. Juli 1970 bis 30. Juni 1973 war er für den Schweizer Zweitligisten FC Aarau, zunächst als Spielertrainer und ab Dezember 1972 nurmehr als Spieler, aktiv.

### Auswahleinsätze
Das Nationaltrikot trug Olk erstmals am 28. März 1956 im ersten Gruppenspiel des UEFA-Juniorenturniers beim 0:0-Unentschieden in Budapest gegen den Gastgeber. Im dritten und letzten Gruppenspiel am 31. März 1956 in Sztálinváros, bei der 1:2-Niederlage gegen die Auswahl Englands, kam er nochmals zum Einsatz, wobei er das einzige Tor erzielte.
Für die Amateurnationalmannschaft absolvierte Olk 1959 drei Länderspiele. Am 15. April in Enschede beim 2:0-Sieg gegen die Auswahl der Niederlande, am 27. Mai in Siegen beim 2:0-Sieg gegen die Auswahl Englands und am 24. November in Essen bei der 0:3-Niederlage gegen die Auswahl Polens. Letzter Partie fanden im Rahmen der Qualifikation für das olympische Fußballturnier in Rom statt.
Am 15. März 1961 kam er das einzige Mal für die U23-Nationalmannschaft, die in London mit 1:4 gegen die Auswahl Englands verlor, zum Einsatz.
Sein einziges A-Länderspiel dauerte nur eine Halbzeit lang. Beim 2:0-Sieg in Warschau gegen die Auswahl Polens am 8. Oktober 1961 kam Richard Kreß für ihn ab der zweiten Spielhälfte zum Einsatz.

### Spielstatistik
| Saison  | Liga             | Mannschaft        | Spiele | Tore |
| ------- | ---------------- | ----------------- | ------ | ---- |
| 1960/61 | Oberliga Süd     | FC Bayern München | 27     | 2    |
| 1961/62 | Oberliga Süd     | FC Bayern München | 29     | –    |
| 1962/63 | Oberliga Süd     | FC Bayern München | 20     | –    |
| 1963/64 | Regionalliga Süd | FC Bayern München | 17     | –    |
| 1964/65 | Regionalliga Süd | FC Bayern München | 29     | –    |
| 1965/66 | Bundesliga       | FC Bayern München | 28     | –    |
| 1966/67 | Bundesliga       | FC Bayern München | 32     | 1    |
| 1967/68 | Bundesliga       | FC Bayern München | 32     | –    |
| 1968/69 | Bundesliga       | FC Bayern München | 34     | 1    |
| 1969/70 | Bundesliga       | FC Bayern München | 18     | –    |
| Gesamt  |                  |                   | 266    | 4    |

### Erfolge
- Deutscher Meister: 1969
- DFB-Pokal-Sieger: 1966, 1967, 1969
- Europapokalsieger der Pokalsieger: 1967
- Meister der Regionalliga Süd: 1965
- Meister Aufstiegsrunde zur Bundesliga: 1965

## Trainerlaufbahn
Zur Saison 1970/71 wurde er Spielertrainer beim Schweizer Zweitligisten FC Aarau. In den ersten beiden Jahren wurde er Sechster, bzw. Zehnter in der Vierzehnerliga. Nach der Hinrunde der Saison 1972/73 befand sich der Verein als Vorletzter in Abstiegsgefahr. Olk reduzierte sich danach auf seine Funktion als Spieler und der FC Aarau verpflichtete den früheren tschechischen Meistertrainer Jiří "George" Sobotka. Unter diesem beendete der Verein die Saison als Zehnter.
In der Saison 1973/74 war er Manager des TSV 1860 München. 1974/75 folgte seine erste Saison als Cheftrainer, als er den SC Preußen Münster in der 2. Bundesliga übernahm. Ab Februar 1975 hatte er eine Serie von sieben Spielen, von denen er zwei gewann und fünf verlor. Das führte dazu, dass ihn der Verein Anfang April nach dem 29. von 38. Spieltagen durch Hans-Werner Moors, der bis Saisonende als Spielertrainer wirkte, ersetzte. Der Verein lag zu dem Zeitpunkt auf dem zehnten Platz und beendete die Saison auf den neunten Rang.
1975 bis 1977 war er unter Dettmar Cramer Co-Trainer beim FC Bayern München. Die Bayern gewannen in jener Zeit zweimal den Europapokal der Landesmeister sowie den Weltpokal.
1977/78 war er Cheftrainer beim Zweitbundesligisten FC Augsburg, wo er vier Spieltage vor Saisonschluss durch Heiner Schuhmann abgelöst wurde. Augsburg wurde 14. von 20 Vereinen.
Zur Saison 1978/79 wurde er Trainer beim Bundesligisten Eintracht Braunschweig. Die Eintracht lag nach 24 Spieltagen nur zwei Punkte über einem Abstiegsplatz und löste ihn durch Heinz Lucas ab, mit dem der Verein in der Schlussbilanz mit sieben Punkten über der Relegationszone lag und Neunter wurde. Sein Aus bei der Eintracht kam übrigens nach einem Heim-0:0 gegen den FC Bayern, was damals als das schwächste Spiel der gesamten Bundesligasaison angesehen wurde. Wichtiger war es als der Anfangspunkt einer Spielerrevolte beim FC Bayern unter Paul Breitner und Sepp Maier an deren Ende der langjährige Präsident Wilhelm Neudecker zurücktrat und der bisher interimsmäßig agierende Trainer Pál Csernai als Dauerlösung implementiert wurde.
In der Saison 1979 löste er nach 21 Spieltagen Jörg Berger beim Bundesligaabsteiger SV Darmstadt 98 ab. Die Hessen waren zu diesem Zeitpunkt Neunte und beendeten die Saison unter Olk als Vierter. In der Saison darauf wurde Darmstadt Erster und stieg somit in die Bundesliga auf. Dort betreute er die Mannschaft bis zum 25. Spieltag und wurde dann durch Manfred Krafft ersetzt. Unter dem blieb die Mannschaft aber auf dem vorletzten Platz und stieg ab. In der Folgesaison war er beim SC Freiburg, mit dem er Achter in der 2. Bundesliga wurde.
Zur Saison 1983/84 wurde er vom Karlsruher SC unter Vertrag genommen, mit dem er sogleich den Aufstieg in die Bundesliga schaffte. In der Bundesliga wurde er nach dem 24. Spieltag durch Lothar Buchmann ersetzt, dem es gelang, die Mannschaft vom 18. auf den 17. Rang zu führen, was aber am Abstieg nichts änderte.
Als Nachfolger der "harten Hundes" Helmuth Johannsens, 1967 Meistertrainer mit Eintracht Braunschweig, wurde er zur Saison 1985/86 vom Schweizer Erstligisten FC St. Gallen verpflichtet. Dort übernahm Olk einen durch die Abgänge der Leistungsträger Martin Giesinger und Christian Gross geschwächten Kader und wurde als zu milde empfunden. Die Schweizer holten nach 18 Spieltagen Johannsen zurück unter dem sich aber am 11. Tabellenplatz nichts änderte. Zur neuen Saison wurde Johannsen durch den noch härteren Uwe Klimaschefski ersetzt.
Von Juli 1986 bis 1988 war er, diesmal unter den Cheftrainern Udo Lattek und Jupp Heynckes erneut Co-Trainer beim FC Bayern, wobei der FC Bayern 1987 Meister wurde.
Zur Saison 1988/89 wurde er erneut vom Darmstadt 98 verpflichtet. Nach 18 Spieltagen lag die Mannschaft in der 2. Bundesliga auf einem Abstiegsplatz. Interimsmäßig wurde Olk durch Uwe Ebert ersetzt, der nach wenigen Spieltagen seinen Platz für Eckhard Krautzun räumte unter dem die Mannschaft die Saison als Neunter abschloss.
Von 1990 bis 1992 war Olk Nationaltrainer Marokkos. Dabei gelang ihm die Qualifikation für den Afrikameisterschaft 1992 und die Olympischen Spiele desselben Jahres in Barcelona. In der Qualifikationsgruppe für die Afrikameisterschaft setzte sich Marokko gemeinsam mit der Elfenbeinküste gegen Niger und Mauretanien durch. Bei der Endrunde in Senegal schied nach einer Niederlage gegen Kamerun und einem Unentschieden gegen Zaire in der ersten Runde aus. Bei olympischen Fußballturnier schied Marokko nach einem Unentschieden gegen Südkorea und Niederlagen gegen Schweden und Paraguay ebenso nach der ersten Runde aus.
Mit dem ägyptischen Erstligisten al Zamalek SC, bei dem er von 1996 bis 1997 war, gewann er 1996 durch einen 5:4 im Elfmeterschießen im Finale gegen den Shooting Stars FC aus Nigeria den Afrikapokal der Landesmeister.